# Ruellia ciliatiflora
Ruellia ciliatiflora là một loài thực vật có hoa trong họ Ô rô. Loài này được Hook. miêu tả khoa học đầu tiên năm 1839.